# Rufin Makarewicz
Rufin Józef Makarewicz (ur. 30 lipca 1947 w Bydgoszczy) – polski fizyk i akustyk, profesor nauk fizycznych, specjalizuje się w akustyce: fizycznej, środowiskowej, urbanistycznej oraz ochronie środowiska przed hałasem, nauczyciel akademicki Uniwersytetu im. Adama Mickiewicza w Poznaniu.

## Życiorys
Syn Mikołaja i Melanii (z domu Buda). Ukończył VI Liceum Ogólnokształcące w Bydgoszczy. Studia ukończył na poznańskim UAM w 1970 i na tej uczelni pozostał zdobywając kolejne awanse akademickie (doktorat w 1974, habilitacja w 1980). Zagraniczne staże naukowe odbył na amerykańskim Uniwersytecie Florydy w Gainesville (1978-1979) oraz w niemieckim Instytucie Maxa Plancka w Getyndze (1985-1986).
Tytuł naukowy profesora nauk fizycznych został mu nadany w 1990 roku. W latach 1995–1998 wykładał jako profesor w japońskim Kyushu Institute of Design w Fukuoce.
Na macierzystym Wydziale Fizyki UAM pracuje jako profesor zwyczajny w Zakładzie Akustyki Środowiska i dyrektor Instytut Akustyki (od 1999). Prowadzi zajęcia m.in. z hałasu komunikacyjnego, akustyki środowiska, akustyki teoretycznej oraz dźwięków i fali. W pracy badawczej zajmuje się takimi zagadnieniami jak: hałas turbin wiatrowych, hałas drogowy, lotniczy, szynowy, wpływ warunków atmosferycznych na generację i propagację hałasu oraz metody redukcji hałasu (np. ekrany akustyczne, ciche nawierzchnie).
Jest członkiem Polskiego Towarzystwa Akustycznego oraz Komitetu Akustyki PAN.

## Wybrane publikacje
- Kształtowanie pola akustycznego z uwzględnieniem aspektu akustyki środowiska, Wydawnictwo Naukowe UAM 1978[6]
- Podstawy teoretyczne akustyki urbanistycznej, PWN 1984, ISBN 83-01-04678-3.
- Dźwięki i fale, Wydawnictwo Naukowe UAM, wyd. 2004 i kolejne, ISBN 83-232-1315-1.
- Wstęp do akustyki teoretycznej, Wydawnictwo Naukowe UAM 2005, ISBN 83-232-1588-X.
- ponadto artykuły publikowane w czasopismach naukowych, m.in. w „Noise Control Engineering Journal”, „Archives of Acoustics”, „Applied Acoustics” oraz „Journal of Sound and Vibration”[3][7][8]